# San Juan La Laguna
San Juan La Laguna è un comune del Guatemala facente parte del dipartimento di Sololá.